# SP Aurora
SP Aurora was een San Marinese voetbalclub uit Santa Mustiola. De club werd opgericht in 1968 en zou 21 jaar later, in 1987, opgeheven worden. Aurora nam deel aan het eerste seizoen van het Campionato Sammarinese di Calcio in 1985/86.